# Francesco Di Fulvio
Francesco Di Fulvio (* 15. srpna 1993 Pescara) je italský vodní pólista. Hraje na pozici levého křídla, je vysoký 190 cm.

## Klubová kariéra
Pochází ze sportovní rodiny, vodní pólo hrají jeho otec Franco Di Fulvio i bratři Andrea Di Fulvio a Carlo Di Fulvio. Začínal v klubu Racing Řím, pak působil v Rari Nantes Florentia a od roku 2014 hraje za Pro Recco. Stal se s ním sedmkrát mistrem Itálie (2015–2019 a 2022–2023), v sezóně 2020/21 byl králem ligových střelců. Čtyřikrát vyhrál Ligu mistrů, v sezóně 2021/22 byl vyhlášen nejužitečnějším hráčem soutěže.

## Reprezentační kariéra
S italskou juniorskou reprezentací se stal mistrem Evropy v letech 2010 a 2012 a mistrem světa v roce 2013. Po přestupu do seniorské kategorie přispěl k zisku bronzových medailí z mistrovství Evropy ve vodním pólu 2014. Na Letních olympijských hrách 2016 získal s italským mužstvem opět bronzovou medaili. Na Mistrovství světa ve vodním pólu 2019 byl členem vítězného týmu a nejlepším hráčem turnaje. Na LOH 2020 vypadli Italové s Di Fulviem v sestavě ve čtvrtfinále, pak získali stříbro na MS 2022 a na Světovém poháru 2023. V letech 2019, 2022 a 2023 byl Di Fulvio vyhlášen nejlepším vodním pólistou na světě podle Mezinárodní plavecké federace i podle časopisu Swimming World.